# マルタン・ゲール
マルタン・ゲール（仏: Martin Guerre、1524年頃 - 1560年以降?）は、16世紀フランスの農民。フランス史上有名な詐欺事件である「マルタン・ゲール事件」の当事者。バスク地方北部（フランス領バスク、現・ピレネー＝アトランティック県）アンダイエの出身。

## マルタン・ゲール事件
1548年、マルタンは父親とトラブルを起こした事がきっかけで、妻ベルトランド・ド・ロルや息子を置いて失踪してしまう。
8年後、1556年夏のある日、マルタンは突如帰郷してくる。既に夫は死んだものとされていたベルトランドは、未亡人として息子と暮らしていた。以前は神経質かつ非社交的で、ベルトランドに対してもよそよそしかったマルタンだったが、気さくでよく働き、妻子に対しても優しい夫になった。
しかし、マルタンの叔父ピエールは彼に疑いの目を向ける。1559年、「マルタン」と称する男は偽物であるとして告発され、1560年、トゥールーズの高等法院においてジャン・ド・コラ判事のもとで裁かれることになった。ベルトランドは彼は本物であると必死に弁護、結果的にそれが認められるが、その直後に本物のマルタン・ゲールが現れた。彼はイタリア戦争に出征して片足を失い、義足をはめていた。彼は目撃者の証言や様々な質問の結果、本物であると認められた。
マルタンになりすましていた男はアルノー・デュ・ティルという男で、姦通罪と詐欺罪で有罪を宣告され、その後絞首刑に処せられた。

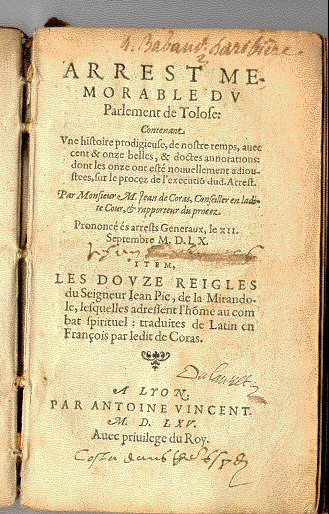
1560年に裁判官ジャン・ド・コラによって執筆され、1565年に公刊された事件の顛末の書『Arrest Memorable』の冒頭のページ。

## 同時代の記録と後代の解釈
この事件を記録した同時代の文献としては、ギヨーム・ル・スールの『見事な物語』と、より広く知られた、トゥールーズの高等法院における裁判で裁判官のひとりであったジャン・ド・コラ判事の『記念すべき逮捕』がある。
1982年のフランス映画『マルタン・ゲールの帰還』（Le Retour de Martin Guerre）に協力したプリンストン大学の歴史学教授ナタリー・ゼモン・デイヴィスは1983年、この事件についての詳しい説明を盛り込んだ著書『帰ってきたマルタン・ゲール』を公刊した。デイヴィスは、ベルトランドは暗黙のうちに、あるいははっきりとした同意の上で、この詐欺に協力したのだ、と主張し、当時の社会の中でベルトランドには夫が必要であったし、アルノーは彼女に優しかったから、両者にとって都合が良かったのだと論じた。デイヴィスはこの議論の根拠として、女性が自分の夫を別人と間違えることは考えにくいと指摘し、裁判が始まるまで、また一部は裁判の最中においても、ベルトランドがアルノーの肩をもったことや、親密さを共有する話も事前に口裏を合わせたものであったとする考えを述べた。
歴史家ロバート・フィンレイはデイヴィスの結論を批判し、長く夫が不在であったベルトランドは（当時の大方の人々がそう信じ、裁判官もそう考えたように）まんまと騙されていたのだと主張した。デイヴィスは（自己決定を下す自立した女性という）現代における社会的格律を、歴史的事実の説明に当てはめようとしている、というのがフィンレイの考えであった。ベルトランドが、自らが姦通や偽証の罪を問われるリスクを冒してまで、詐欺に加担することは考えられない、とフィンレイは指摘した。
デイヴィスは、フィンレイの批判が掲載されたのと同じ1988年6月号の『The American Historical Review』誌に「On the Lame」と題した反論を載せた。

## マルタン・ゲールに関する言及、題材とした作品
- ミシェル・ド・モンテーニュは『エセー』の中でこの事件を引き合いに出して「人間は確実さを獲得出来ない」と述べた。
- クロード＝ミシェル・シェーンベルクはこれをモチーフにしたミュージカル『マルタン・ゲール（英語版）』を制作した。これはカトリックとプロテスタントの対立を背景にして描いている。
- 1982年にジェラール・ドパルデュー、ナタリー・バイ出演で映画『マルタン・ゲールの帰還（フランス語版）』が制作された、1993年にはこれを翻案として、リチャード・ギア、ジョディ・フォスター出演のアメリカ映画『ジャック・サマースビー』が制作された。

この他、多くの文学・戯曲などの題材となっている。